# 渋谷敦志
渋谷 敦志（しぶや あつし、1975年 - ）は、日本の報道写真家。アジアプレス・インターナショナル所属。

## 来歴
大阪府交野市出身。立命館大学産業社会学部、英国ロンドン・カレッジ・オブ・プリンティング卒業。
ブラジルの法律事務所に勤務のかたわら撮影活動を行う。1999年、大阪市西成区の釜ヶ崎に暮らすホームレスの姿を撮影し、MSF（国境なき医師団）主催のフォトジャーナリスト賞を受賞。2000年、ＪＰＳ展金賞を受賞。その後ケニア、エチオピア、アンゴラ、中国、ブラジル、カンボジア、パレスチナなどをまわって取材活動を行っている。2021年、第4回笹本恒子写真賞を受賞。

## 著書
- ファインダー越しの3.11（佐藤慧、安田菜津紀共著、2011年、原書房）
- シャプラニール流 人生を変える働き方（藤岡みなみ、2025 PROJECT著、2013年、エスプレ）
- 回帰するブラジル 渋谷敦志写真集（2016年、瀬戸内人）
- 能登を、結ぶ。（2024年12月23日、ulus publishing、ISBN 9784991324635）[3]